# Evans & Sutherland
Evans & Sutherland est une société informatique américaine impliquée dans le domaine de l'infographie.
Ses produits courants sont utilisés dans les environnements de projection numériques comme les planétariums.
Ses activités de simulation informatique, qu'elle a vendues à Rockwell Collins, développaient des produits qui étaient utilisés principalement par les entreprises militaires et les grandes entreprises pour la formation et la simulation.

## Histoire
La société fut créée en 1968 à Salt Lake City par deux professeurs de l'université de l'Utah, David C. Evans et Ivan Sutherland, ainsi que par leur étudiant Gary Watkins. Evans était le directeur du département d'informatique de l'université et devint le président de la société, tandis que Watkins, qui était alors un étudiant en doctorat en devint le premier directeur technique. Watkins écrivit l'ensemble du code du premier simulateur de vol qui est décrit dans sa thèse de Ph.D. (1970), et il réalisa lui-même le prototype.

## Produits

### Terminaux
- LDS-1 (Line Drawing System-1)
- Picture System
- Picture System II
- PS/300 Picture System
- PS/390 Picture System/390

### Stations de travail
- VAX Station 8000 (co-développement de l'accélérateur graphique avec Digital Equipment Corporation)
- ESV/3
- ESV/10
- ESV/50

### Accélérateurs
- Freedom series

### Générateurs d'images de simulation
- Novoview SP1 and SP2 (6000 light systems)
- SPX
- CT5
- ESIG-2000
- ESIG-3000
- ESIG-4000
- Harmony
- EPX

### Produits d'affichage de simulation
- VistaView head-tracked projector
- TargetView
- TargetView 200
- ESCP raster/calligraphic projector

### Produits pour planetariums
- Digistar
- Digistar II
- Digistar 3
- Digistar 4
- Digistar 5 (2012)
- Digistar 6 (2016)

### Superordinateur
- Evans & Sutherland ES-1

## Référence
- (en) Cet article est partiellement ou en totalité issu de l’article de Wikipédia en anglais intitulé « Evans & Sutherland » (voir la liste des auteurs).